# De wervelende waterzak
De wervelende waterzak is het honderdeenennegentigste stripverhaal uit de reeks van Suske en Wiske. Het is het allerlaatste verhaal in de serie dat nog werd gemaakt door de oorspronkelijke bedenker  Willy Vandersteen, die een kleine twee jaar later zou overlijden. 
Dit verhaal is niet voorgepubliceerd. Het verscheen meteen als album in de Vierkleurenreeks in oktober 1988, met albumnummer 216.

## Locaties
- België, Vogelenzang, Jordanië, Jerash, karavanseram, Noord-Jemen, Mirab, paleis van sjeik Ab-Elpun-Ker, woestijn

## Personages
- Suske, Wiske met Schanulleke, tante Sidonia, Lambik, Jerom, professor Barabas, vrachtwagenchauffeur, vrouw, Jefke, politie, koningin Wilhelmina, scouts, Baden-Powell (stichter van de scouting), waterscouts, Amerikaanse scouts, Arabische scout, dief, man, karavaan, nomaden, Bobosse (kameel), Saoud, ruiter, sjeik Ab-Elpun-Ker en zijn mannen, sjeik Ali-So-Sisson, Jasmina (dochter Shera en Ali), Shera (vrouw Ali), Egyptische dokter, kamelen, waternimf

## Uitvindingen
- de teletijdmachine

## Het verhaal
Lambik gaat met Suske en Wiske naar een snuffelmarkt en ze zien een vrachtwagen een huis inrijden, maar ze horen van een vrouw dat het huisje onbewoond was. De eigenaar, Jefke, is al jaren naar een bejaardentehuis en Wiske hoort dan een stem in de kelder, maar een agent stuurt de vrienden naar huis. Wiske gaat ’s nachts stiekem naar het huis en Suske volgt haar, ze nemen een Arabische waterzak mee. Tante Sidonia betrapt de kinderen als ze het huis weer in sluipen en Wiske ziet de waterzak ’s nachts bewegen in de kamer. Suske en tante Sidonia geloven haar niet en Wiske moet de waterzak naar Jefke brengen, maar mag hem zelf houden van de man. Lambik komt langs en nu Jerom op reis is maakt hij het huis schoon, hij wil een kist met oude spullen bij tante Sidonia opslaan. Lambiks kostuum van de Jamboree van 1937 in Vogelenzang zit in de kist, en Wiske herkent de naam. De waterzak had het ook over het kamp. De vrienden gaan naar professor Barabas en laten zich naar 1937 flitsen met de teletijdmachine. Ze komen in het scoutingkamp en zien een Arabische scout die hen vertelt dat de waterzak misschien van de koningin van Sjeba is geweest. Dan is er een bericht over de waterzak, hij is uit het museum gestolen en er loopt een zonderlinge figuur over het kamp. De Arabische scout vertelt nog dat zijn groep de waterzak van een archeoloog in Jemen gekocht heeft en de vrienden zien dan de dief, maar de man vertelt dat de waterzak wegvloog. De waterzak praat over kinderen in Mirab en de vrienden flitsen terug naar hun eigen tijd, maar de waterzak is uit Wiskes slaapkamer verdwenen. Op de radio horen de vrienden dat de waterzak rond de kathedraal van Antwerpen vloog en daarna boven de Noordzee verdwenen is. Lambik besluit de wereldwijde scouting in te zetten om de waterzak op te zoeken en de vrienden krijgen veel berichten. Er komt een telefoontje uit Jordanië, de waterzak is neergestort bij de ruïnes van Jerash. De vrienden vliegen met KLM naar Jordanië en komen door de woestijn bij de ruïnes.
Suske en Wiske vinden een man in de woestijn en ze geven hem water en verzorgen hem in een tent. De man heeft de waterzak gezien, hij werd door drie nomaden meegenomen. De man gaat mee met een voorbijkomende karavaan en de vrienden gaan op zoek naar de nomaden. Lambik komt bij het kamp, maar de nomaden blijken woestijnrovers te zijn. De vrienden kunnen de rovers verslaan en vinden de waterzak. In het kamp openen ze de zak en er komt een waternimf uit, ze komt uit Noord-Jemen. De koningin van Sheba liet een dam bouwen vlak bij Mirab, twintigduizend mensen werkten aan de bouw. De dam werd tegen ratten bewaakt door honderden katten. Een jaloerse sjeik uit Mirab liet de katten doden en de dam stortte in toen de ratten de dam ondergroeven. Het vruchtbare land werd woestijn en de tovenaar van de koningin stierf en vervloekte Mirab, het water zou alleen nog ziekte en ellende brengen. De koningin riep de hulp in van de waternimf, maar ze werd door een boer in de waterzak geschept en is daar eeuwenlang in opgesloten. Tante Sidonia bevrijdt een kameel en de vrienden gaan als karavaan naar Noord-Jemen. Bobosse komt in het kamp en is verliefd op tante Sidonia, maar Lambik stuurt het dier de tent uit. De vrienden vinden een bewusteloze man en Bobosse redt het leven van Lambik, waarna hij eindelijk wordt geaccepteerd. De man wordt naar het kamp gebracht en vertelt dat hij Saoud heet, hij wil de vrienden belonen voor de redding. Wiske houdt bij Bobosse de wacht en ziet Saoud ’s nachts wegvliegen, ze volgt hem met de kameel en komt bij een paleis. Saoud komt bij sjeik Ab-Elpun-Ker en blijkt onverslaanbaar, het is de tovenaar van koningin Sjeba. Wiske hoort dat de tovenaar met de sjeik samenspant om het water onbruikbaar te laten zijn, ze hakt de baard van de tovenaar af en deze verdwijnt daardoor.
Wiske wordt gevangengenomen en Bobosse waarschuwt Suske, die met een spiegeltje wordt gewaarschuwd door Wiske. Suske maakt signalen met witte vlaggetjes en waarschuwt Lambik en tante Sidonia. De vrienden plaatsen dynamiet en de ruiters worden door rotsblokken geraakt. De karavaan trekt richting het paleis en de vrienden maken een brug over de rivier. De vrienden maken een touwverbinding over een ravijn en Bobosse redt tante Sidonia als het touw wordt stukgeschoten door een rover. Tante Sidonia en Bobosse blijven bij de bagage en Suske en Lambik komen bij het paleis, maar ze worden gezien door de bewakers. Sjeik Ali-So-Sisson komt met zijn mannen en hij belooft de vrienden te helpen, hij stelt hen voor aan zijn vrouw Shera en dochtertje Jasmina. Ook enkele vrienden van deze sjeik willen de vrienden helpen het water te zuiveren, maar dan horen ze dat Ab-Elpun-Ker met zijn mannen voor de poorten van Mirab staat. Tante Sidonia ziet morsetekens van het spiegeltje en stuurt een bericht terug met haar poederdoos, ze vermomt zich en wordt beschoten. Ze maakt met haar peakbrander, een zak en een cilinder een luchtballon en leidt de mannen af.
De mannen worden door dynamiet uit de ballon geraakt en tante Sidonia kan het paleis binnen komen, ze bevrijdt Wiske en hoort het hele verhaal. Ze slepen de mannen naar buiten en de volgende dag valt Ab-Elpun-Ker Mirab aan, maar tante Sidonia en Wiske houden hem tegen. Tante Sidonia zegt dat ze een moderne heks is, als de zon tussen twee rotsen staat zal het paleis verpulveren. Dit gebeurt inderdaad en de rovers vluchten weg, tante Sidonia wordt gefeliciteerd. Ze heeft een vergrootglas bij het raam van de kruitkamer geplaatst en de zon ontstak op het moment dat deze tussen de rotsen stond de lont van dynamietstaven, waarna de hele kruitkamer ontplofte. De vrienden horen dat slechts zes procent van de bevolking is aangesloten op een waternet, het vuile water is de oorzaak van vele ziektes. De mannen verspelen hun tijd met het kauwen op qat en dan blijkt Jasmina ziek te zijn. Suske haalt medicijnen met Bobosse en de kameel redt dan een kameel waar hij verliefd op wordt. ’s Avonds keert de dokter terug en behandelt Jasmina voor haar infectie. De vrienden maken een kruik om regenwater op te slaan en maken plannen voor zandfilters, het water moet nog wel gekookt worden voor gebruik. De scouts zullen helpen om de waterfilters te maken en Jasmina blijkt genezen te zijn. De mannen beloven minder lang qat te kauwen en zullen helpen met de watervoorziening. De vrienden gaan naar huis en tante Sidonia kijkt waar Bobosse is, ze ziet door haar verrekijker dat hij gelukkig is met het kameeltje.

## Achtergronden
- Met De wervelende waterzak als zijn laatste eigen bijdrage aan de serie keerde Vandersteen terug naar zijn eigen jeugdbeleving bij de Scouting.
- De ruïnes van Jerash kwamen eerder voor in  Sjeik El Rojenbiet (1963).
- Het album speelt in op de watervervuiling waardoor met name in arme landen waar mensen uit vervulde rivieren moeten drinken veel mensen ziek worden. Ook wordt er gezegd dat na het plaatsen van de zandfilters het water nog wel gekookt moet worden voor gebruik. Dit is een verwijzing naar het kookadvies dat vaak wordt gegeven nadat leidingwater vervuild is geraakt, bijvoorbeeld als een waterleiding is gesprongen. Het water moet dan drie minuten gekookt worden voordat het gebruikt kan worden.